# 심권호
심권호(沈權虎, 1972년 10월 12일~)는 대한민국의 레슬링 선수, 지도자이다. 그레코로만형 선수로 활동한 대한민국의 대표적인 경량급 레슬링 선수로 1996년과 2000년 하계 올림픽에서 금메달을 획득했다. 현재는 한국토지주택공사(LH)의 부장으로 재직 중이다.

## 어린 시절
1972년 현재의 경기도 성남시 수정구 수진동에 해당하는 경기도 광주군 중부면 수진리에서 심귀남과 이화순 부부의 아들로 태어났다. 1985년 경기도 성남문원중학교 2학년 때부터 레슬링을 시작, 1986년 중학교 3학년 때에 경기도 소년체전 사상 최초로 레슬링 금메달을 안겨줬다.

## 선수 시절
1990년에 청소년 대표팀으로 발탁되었고 그 해 7월 튀르키예의 이스탄불에서 열린 1990년 세계 주니어 선수권 대회에서 준우승을 차지했다. 1992년에 처음으로 성인 국가대표로 발탁되었고 1994년 아시안 게임 때에는 한국에 첫 금메달을 안겨주었다. 1996년과 2000년 올림픽 레슬링에서 각각 금메달을 획득, 단체 종목을 제외하면, 대한민국 하계 올림픽 사상 최초, 대한민국 하계 올림픽 남자 선수 사상 최초로 올림픽 2연패를 기록하였다. 또한, 그레코로만형 48kg급과 54kg급에서 모두 금메달을 획득, 대한민국 올림픽 사상 최초로 2체급을 석권하였다. 또한, 대한민국 최초로, 올림픽, 세계선수권대회, 아시안 게임, 아시아선수권대회를 모두 제패한 그랜드 슬램을 체급을 달리하여 두 번 달성하였다. 2001년 최고등급(1등급) 체육훈장인 청룡장을 수훈하였다.

## 스포츠 해설자 시절
2004년 선수 은퇴하며 레슬링 코치를 맡았고, 2004년 하계 올림픽과 2008년 하계 올림픽에서 SBS 레슬링 해설위원으로 활동했다. 2004년 첫 해설 때는 솔직하고 소탈한 해설로 인터넷에서 인기를 얻어 '심권호 어록' 이 만들어지기도 했다. 2008년 해설 때는 막말 해설로 일부 언론에서 비판을 받기도 했다.
2008년 하계 올림픽 때, 올림픽조직위원회 선정 레슬링 명예의 전당에 헌액되었다.

## 선수 시절 이후의 활동
한국토지주택공사(LH) 위례사업본부 부장으로 재직 중이며, KBS 출발 드림팀 시즌2 등 다양한 방송 활동도 병행하고 있다.
또한, 대한레슬링협회 이사로도 활동하고 있다.
2014년 9월 국제 레슬링 연맹(FILA) 선정 명예의 전당에 헌액되었다. 이는 대한민국 최초이며, 그레코로만형 선수로는 아시아 최초이다.

## 학력
- 성남수정초등학교 졸업
- 성남문원중학교 졸업
- 서울체육고등학교 졸업
- 한국체육대학교 학사

## 수상 및 수훈
- 체육훈장 청룡장(2001년 10월 25일)
- 체육훈장 기린장(1994년 4월 21일)
- 제2회 코카콜라 체육대상 우수선수상(1996년)[16]

## 뮤직비디오
- 2012년 리듬파워 사나이

## 가족 관계
- 아버지: 심귀남(1942년 ~ 2022년 6월 3일)
- 어머니: 이화순(1950년 ~ )
- 형제동생: 심장현, 심은순

## 같이 보기
- 알렉산드르 카렐린
- 양정모
- 박장순
- 안한봉
- 정지현
- 김현우